# Луганское сельское поселение (Крым)
Луганское се́льское поселе́ние (укр. Луганське сільське́ посе́лення, крымскотат. Luganskoye köy yurtu, Луганское кой юрту) — муниципальное образование в Джанкойском районе Республики Крым России.
Административный центр — село Луганское.

## История
В 1975 году был образован Луганский сельский совет.
Статус и границы сельского поселения установлены Законом Республики Крым от 5 июня 2014 года № 15-ЗРК «Об установлении границ муниципальных образований и статусе муниципальных образований в Республике Крым».

## Население
| 2001  | 2014  | 2015  | 2016  | 2017  | 2018  | 2019  |
| ----- | ----- | ----- | ----- | ----- | ----- | ----- |
| 2692  | ↘1880 | ↗1884 | ↘1860 | ↘1827 | ↘1808 | ↘1790 |
| 2020  | 2021  |       |       |       |       |       |
| ↘1763 | ↗2166 |       |       |       |       |       |

## Состав сельского поселения
| № | Населённый пункт | Тип населённого пункта       | Население |
| - | ---------------- | ---------------------------- | --------- |
| 1 | Ковыльное        | село                         | ↘391      |
| 2 | Луганское        | село, административный центр | ↘1129     |
| 3 | Пробуждение      | село                         | ↘6        |
| 4 | Тутовое          | село                         | ↘275      |
| 5 | Ударное          | село                         | ↘79       |